# Площадь Революции (Самара)
Пло́щадь Револю́ции (изначально — Рыночная площадь) — площадь в исторической части города Самары, на пересечении улиц Венцека и Куйбышева.

## Топонимика

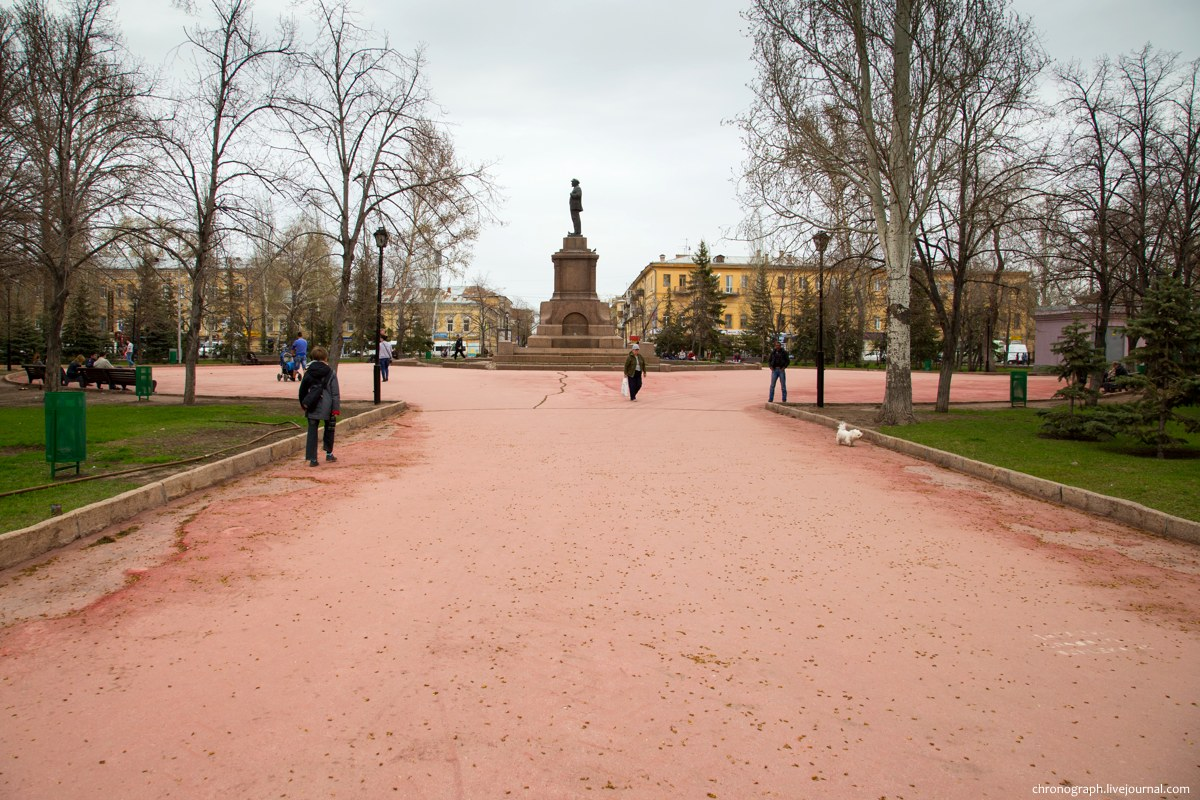
Вид с улицы Венцека

Первоначальное название площади — Рыночная, затем её стали называть Панско́й, затем Алексеевской и Александровской. Сейчас это площадь Революции.

## История

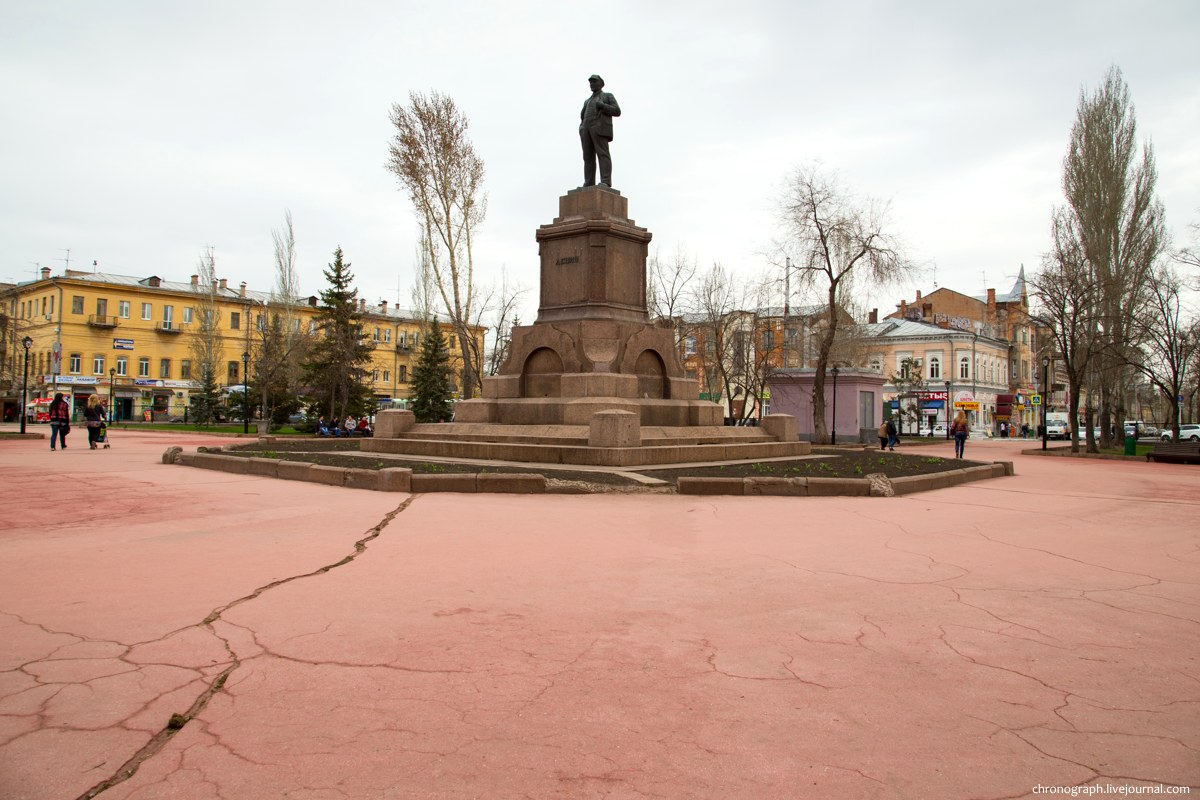
Общий вид

### История возникновения
Пётр Алабин указывает, что раньше на этом месте было озерцо на небольшой поляне. Геометрический план 1782 года предусматривал строительство на этой поляне рыночной площади. Так она стала застраиваться деревянными лавками, образующими гостиный двор. Но пожар 1851 года уничтожил все лавки. Торговлю перенесли на новое место, а площадь стали называть Панско́й.

### Роль площади в губернском городе
После того как Самара становится губернией, грязную площадь расчистили и дали ей имя покровителя Самары митрополита Алексия. Площадь стала центром, парадным подъездом города и приобрела общественный характер. На ней в 1860 году была сооружена деревянная часовая башня из трёх этажей. Она простояла до 1883 года и была разобрана по ветхости. В 1887 г. на площади был сооружен круглый сквер.

### 1917 год
В 1917 году площадь стала местом проведения рабочих митингов, на которых выступали Валериан Куйбышев, Алексей Галактионов и другие. 7 ноября 1919 года на площади Революции выступал Михаил Фрунзе.

## Здания и сооружения

### Памятники

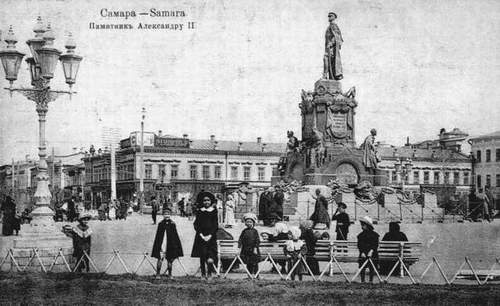
Памятник Александру II. Самара, Алексеевская площадь (Площадь Революции), 1908 год.

В 1889 году на площади в центре круглого сквера диаметром 38 метров по инициативе Петра Алабина был установлен памятник Александру II (автор — В. О. Шервуд), который на то время был единственным памятником в Самаре. Император был изображен в генеральском сюртуке, в военной фуражке, опирающимся на саблю. По углам постамента располагались четыре символические фигуры - черкес, ломающий шашку (символ покорения Кавказа); болгарка, благодарившая царя за освобождение своей страны; среднеазиатская женщина, сбрасывающая чадру, и русский крестьянин, осеняющий себя крестным знамением.
После революции памятник заколотили досками и разобрали. На его постаменте 7 ноября 1927 года был установлен памятник В. И. Ленину работы скульптора М. Манизера. При этом уже более 20 лет обсуждается вопрос восстановления памятника царю-освободителю.

### Дом Светова
На первом этаже этого дома располагался лучший в Самаре гастроном. Дом разорившегося купца Светова покупает губернское правление, которое поручило младшему архитектору строительного отделения Теплову составить проект перестройки дома для помещения окружного суда. В процессе реконструкции здание выросло в длину более чем вдвое, протянувшись вдоль площади. Окружной суд находился здесь в 1880—1890-х годах, его председателем в 1878—1898 годах был В. И. Анненков. В суде работал присяжным поверенным известный юрист А. Н. Хардин. С  января 1892 года по август 1893 года его помощником служил молодой юрист Владимир Ульянов.
В 1903 году здание вновь перестраивают. К нему сделаны две пристройки — на ул. Заводской (Венцека) и Дворянской (Куйбышева). Это здание сохранилось до наших дней и находится на ул. Куйбышева, 60.

### Редакции газет
К зданию суда примыкает двухэтажный дом — редакция и типография газеты «Самарский вестник», которая выходила в 1883—1904 году. В ней печатались В. И. Ульянов (Ленин), А. П. Скляренко, Г. В. Плеханов.
Через дорогу — редакция «Самарской газеты» (ул. Куйбышева, 73). Застройка этого участка площади началась с середины XIX века.

## Транспорт
- Автобусы: 3, 5д, 24, 34, 37, 47, 48к , 48д ,61.
- Троллейбусы:6, 16.
- Маршрутные такси : 5д, 34, 37, 46, 47, 61д, 92, 94, 97, 205, 240, 247, 295, 297.

## Интересные факты
- В 1857 году в угловом здании на площади открылся трактир «Волжская Бавария». Рядом находилась аптека. В доме с аптекой жил весной 1919 года военный инженер, Герой Советского Союза Д. М. Карбышев.
- С 1905 по 1906 год здесь жил самарский губернатор И. Л. Блок, здесь же находилась и губернская канцелярия. Сейчас это дом № 81 по улице Куйбышева.